# Ranch cinematografico

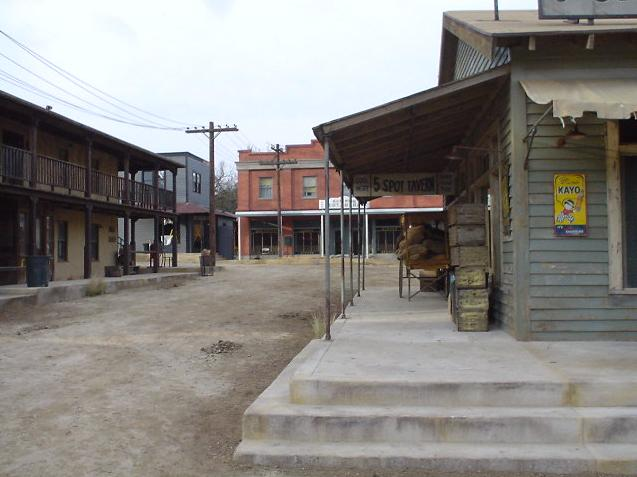
Il Paramount Movie Ranch, nel 2003

Un ranch cinematografico (dall'inglese movie ranch) è un ranch che viene completamente o anche solo in parte utilizzato per la produzione di film e serie TV.
Originariamente i ranch cinematografici erano collocati all'interno di quella che a Hollywood viene intesa come "studio zone", cioè un raggio di 50 km attorno a Los Angeles, principalmente ai piedi della San Fernando Valley e delle Santa Monica Mountains.
I ranch cinematografici hanno preso piede come location di ripresa a partire dagli anni venti con la crescente popolarità dei film western. Gli studi cinematografici di Hollywood avevano difficoltà a ricreare i grandi spazi e la topografia tipica del far west al loro interno o nei backlot adiacenti, decidendo di utilizzare direttamente le colline, i canyon e le strutture rustiche già esistenti. Questo rendeva più facile anche effettuare le riprese su larga scala, come ad esempio campi di battaglia.

## Storia
Ad iniziare dagli anni '20, con una sempre maggiore richiesta di film western, per una migliore resa le case di produzione avrebbero dovuto girare le riprese all'esterno, in alcune parti situate dall'altro lato della California, in Arizona o Nevada ma le spese di trasferta del personale crearono una serie di controversie tra i lavoratori e le case produttrici. Si concordò quindi che gli studios avrebbero pagato ai dipendenti un supplemento in caso di lavoro fuori città. Per fuori città si determinò una distanza superiore alle 30 miglia (48 km) dallo studio o dalla città, definendo quella che viene chiamata "studio zone".
Per ovviare il problema molti studi cinematografici investirono in grandi appezzamenti di terreno rurale appena fuori città, in molti casi con ranch e strutture già esistenti, cercando di rimanere all'interno dell'area o comunque il più vicino possibile. In particolare le aree più interessate sono state le colline della Simi Hills nella parte occidentale della valle di San Fernando, nelle Santa Monica Mountains, e la Canyon Country area, poiché il paesaggio naturale di queste zone della California dimostrò di essere molto adatto per questo scopo.
A seguito del secondo dopoguerra lo sviluppo urbano di Los Angeles ha aumentato di molto i valori delle proprietà e le tasse annesse, portando la maggior parte dei ranch cinematografici originali ad essere suddivisi, venduti o ridimensionati. Alcuni di questi sono sopravvissuti ad oggi divenendo parchi regionali e sono tutt'oggi utilizzati per le riprese. Con la maggiore semplicità dei viaggi molti studi cinematografici per risparmiare si gradualmente spostati in altri stati, creando nuovi film soprattutto in Nuovo Messico, in Arizona e in Texas.

## Ranch classici

### Iverson Ranch
Karl e Augusta Iverson possedevano un ranch di famiglia di circa 500 acri (poco più di 2 km²) nelle Simi Hills, sopra Chatsworth. Già nel 1912 il ranch ha iniziato a venir utilizzato per le riprese cinematografiche arrivando all'apice tra il 1930 ed il 1940, dove fra tanti film vennero girate anche alcune scene della pellicola I diavoli volanti, con Stan Laurel e Oliver Hardy. Dopo questo decennio il ranch è stato utilizzato, fino al 1960, soprattutto per riprese televisive. In questo periodo sono state realizzate molte serie famose all'interno, come Il cavaliere solitario, Zorro, Le avventure di Gene Autry, Cisco Kid e Tombstone Territory.
In questi anni è stato uno dei ranch più utilizzati, non solo per film western ma anche per film di fantascienza o ambientati in luoghi esotici. Si stima infatti che circa 3500 produzioni sono state realizzate all'interno del ranch.
A metà degli anni '60 lo stato della California ha iniziato la costruzione della Simi Valley Freeway, tagliando la proprietà del ranch a metà. La popolarità calante del genere western e dei B-movie coincise con l'arrivo della tangenziale, che entrò in funzione nel 1967, segnalando la fine dell'Inverson Ranch come location cinematografica.
Oggi una parte del ranch è conservata come parco ed è visitabile.

### Spahn Ranch
È divenuto tristemente celebre, quando dal 1967 al 1969 divenne la base del famoso assassino Charles Manson e dei suoi seguaci.